# New Zealand Symphony Orchestra
New Zealand Symphony Orchestra (NZSO) är Nya Zeelands nationella symfoniorkester. Den grundades 1946 som "National Orchestra" och ägs av Nya Zeelands regering. Orkestern har 90 heltidsmusiker anställda. För närvarande är orkesterns hemmabas Michael Fowler Centre, men de gör också ofta spelningar i Wellington Town Hall i Wellington. Orkestern har sedan starten turnerat flitigt runt om i landet. Periodvis har de även turnerat utomlands. Förutom NZSO finns inom samma organisation också sedan 1959 en ungdomorkester. 

## The National Youth Orchestra
1959 grundades NZSO National Youth Orchestra av John Hopkins.